# Холмс, Уильям Генри (археолог)
Уильям Генри Холмс (англ. William Henry Holmes; 1 декабря 1846 — 20 апреля 1933) — известный как У. Г. Холмс (англ. W. H. Holmes) — американский исследователь, антрополог, археолог, художник, научный иллюстратор, картограф, альпинист, геолог, музейный куратор и директор.

## Биография
Окончил школу Макнили в Хопдейле, штат Огайо, в 1870 году, а затем в течение некоторого времени преподавал рисунок, живопись, естественную историю и геологию в этой школе.
В 1870-х годах Холмс приобрёл репутацию научного иллюстратора, картографа, археолога-новатора и геолога. Участвовал в создании Геологического и географического атласа Колорадо и частей прилегающей территории (1877, 1881). Был принят на работу в Геологическую службу США в качестве геолога и иллюстратора.
Увлекался альпинизмом, вершина Йеллоустонского национального парка — гора Холмс — была названа в его честь.
В 1889 году обнаружил петроглифы в центральной части Западной Вирджинии. С 1889 года работает археологом в Бюро американской этнологии Смитсоновского института. В 1894—1897 годах служил куратором антропологии в Филдском Колумбийском музее в Чикаго, возглавил экспедицию в Мексику.
С 1897 года работает главным хранителем антропологии в Национальном музее США. В 1902—1909 годах — директор Бюро американской этнологии. В 1905 году был избран членом Американского антикварного общества. В 1910 году стал директором отдела антропологии Национального музея США.
В 1918 году получил почётную степень доктора наук в Университете Джорджа Вашингтона.
В 1920 году Холмс стал директором Национальной галереи искусств (ныне Смитсоновский музей американского искусства). На пенсии с 1932 года.